# Caquetaia
Caquetaia is een geslacht van straalvinnige vissen uit de familie van cichliden (Cichlidae).

## Soorten
- Caquetaia kraussii (Steindachner, 1878)
- Caquetaia myersi (Schultz, 1944)
- Caquetaia spectabilis (Steindachner, 1875)
- Caquetaia umbrifera (Meek & Hildebrand, 1913)